# Харрисон, Райан
Райан Харрисон (англ. Ryan Harrison; родился 7 мая 1992 года в Шривпорте, США) — американский профессиональный теннисист; победитель одного турнира Большого шлема в парном разряде (Открытый чемпионат Франции-2017); победитель пяти турниров ATP (из них один в одиночном разряде).

## Общая информация
Райан — старший из трёх детей Пэта и Сьюзи Харрисон; его младшего брата зовут Кристиан, а сестру — Мэдисон. Семейство весьма активно занимается теннисом не только как увлечением для отдыха: Пэт играл в теннис в колледже, а позже выступал на турнирах серии «фьючерс» и «челленджер», Кристиан также пробует себя в протуре. Райан впервые взял ракетку в руки в возрасте двух лет.
Американец считает своим любимым покрытием траву.

## Спортивная карьера

### Начало карьеры
Профессиональную карьеру Харрисон начал в 2007 году. В 2008 году в возрасте пятнадцати лет дебютирует в основной сетке на турнире АТП в Хьюстоне, где дошел до второго раунда, сумев переиграть теннисиста из первой сотни на тот момент Пабло Куэваса. Райан стал третьим теннисистом по молодости дебюта в туре (после Гаске и Надаля) с 1990 года. В 2009 году он побеждает на двух турнирах из серии «фьючерс». В январе 2010 года состоялся дебют Райана Харрисона в основной сетке одиночных соревнований на турнире серии Большого шлема Открытом чемпионате Австралии. В июле того же года он впервые дошёл до четвертьфинала турнира АТП. Произошло это в Ньюпорте. На Открытом чемпионате США 2010 года в матче первого круга ему удалось переиграть 17-ю на тот момент ракетку мира хорвата Ивана Любичича 6-3, 6-7(4), 6-3, 6-4 и выйти во второй круг, где он уступил украинскому теннисисту Сергею Стаховскому в пяти сетах 3-6, 7-5, 6-3, 3-6, 6-7(6).
В январе 2011 года Харрисон выигрывает турнир серии «челленджер» в Гонолулу. В марте он сумел дойти до четвёртого раунда на престижном турнире в Индиан-Уэллсе, переиграв по пути таких теннисистов как Жереми Шарди, Гильермо Гарсию-Лопеса и Милоша Раонича. Путь в четвертьфинал ему преградил швейцарец Роджер Федерер. В июле 2011 года Райан выиграл свой первый парный титул на соревнованиях мирового тура АТП. На турнире в Ньюпорте в финале вместе с Мэттью Эбденом он переиграл дуэт Йохан Брюнстрём и Адиль Шамасдин со счётом 4-6, 6-3, [10-5]. Через две недели после этого он смог добраться до полуфинала турнира в Атланте уже в одиночном разряде. Этот результат позволил Харрисону впервые подняться в топ-100 мирового одиночного рейтинга. Также до полуфинала он смог дойти на турнире в Лос-Анджелесе.

### 2012—2016

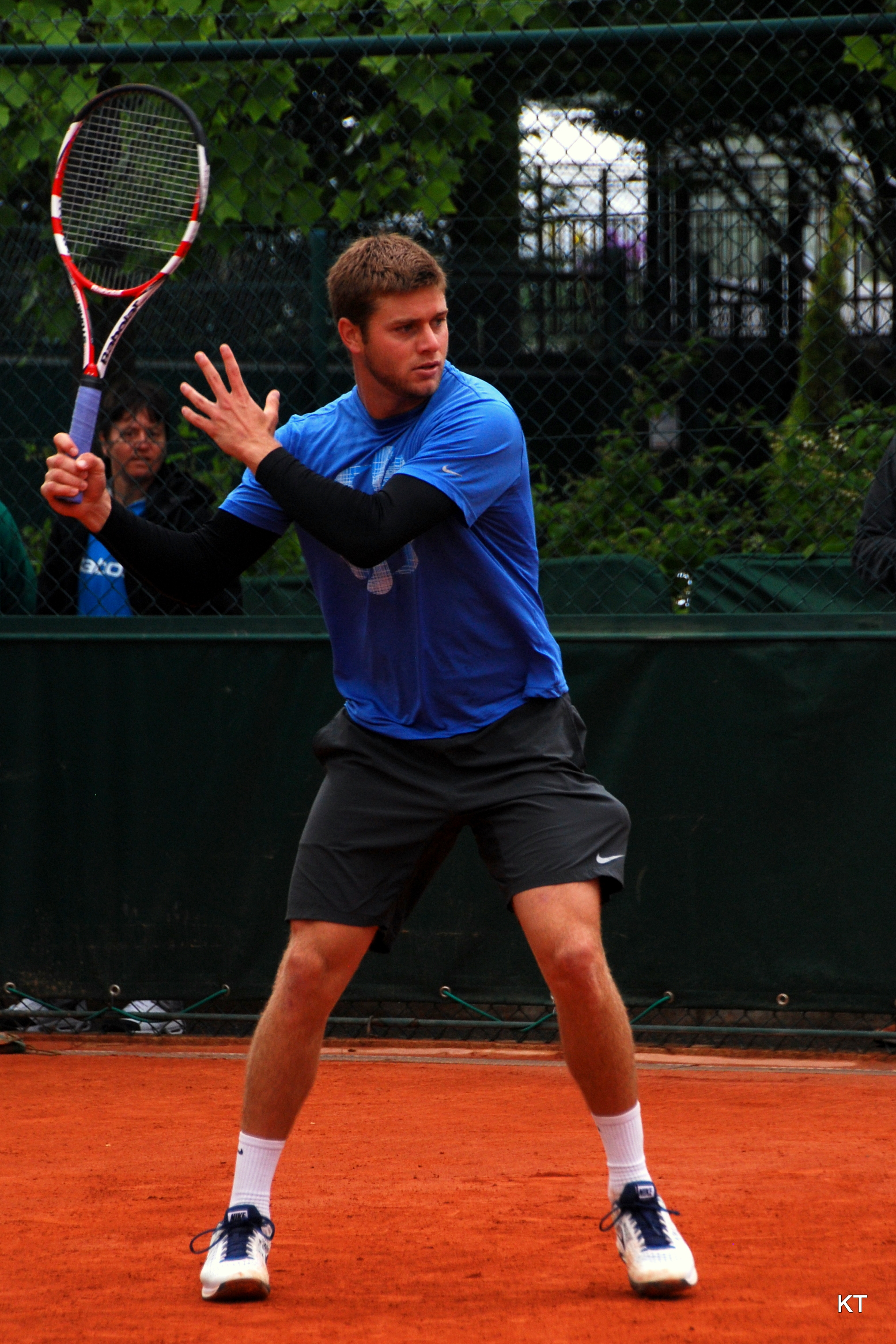
Харрисон во время Открытого чемпионата Франции 2011 года

В сезоне 2012 года до полуфинала Харрисон впервые добрался в феврале на турнире в Сан-Хосе. В том же месяце он сыграл первый матч за сборную США в Кубке Дэвиса. В марте на турнире серии Мастерс в Индиан-Уэллсе он второй год подряд смог выйти в четвёртый раунд. На Открытом чемпионате Франции Райан в парных соревнований смог продвинуться до четвертьфинала в альянсе с австралийцем Мэттью Эбденом. В июне на травяном турнире в Истборне Харрисон вышел в полуфинал и по окончании турнира вошёл в топ-50 одиночного рейтинга. Ещё одного полуфинала на траве он достиг в июле на турнире в Ньюпорте. Перейдя на хардовое покрытие Харрисон в партнёрстве с Эбденом выиграл парный приз турнира в Атланте. В 2012 году Райан дебютировал на Олимпийских играх, которые проходили в Лондоне. В первом же раунде он проиграл колумбийцу Сантьяго Хиральдо. На Открытом чемпионате США в парном разряде он выступил в дуэте с братом Кристианом и они смогли пройти до четвертьфинала.
В апреле 2013 года Харрисон победил на «челленджере» в Саванне. В июле он смог достичь полуфинала турнира АТП в Атланте. В период с 2014 по 2015 год Харрисон не очень радовал результатами своих поклонников и выпал на этот период из первой сотни рейтинга. В январе 2015 года он смог выиграть «челленджер» в Хэппи-Вэлли. В конце феврале на турнире в Акапулько в матче второго раунда впервые в карьере обыграл теннисиста из топ-10, переиграв десятую ракетку мира Григора Димитрова — 7-5, 4-6, 6-0. По итогу в Акапулько он смог достичь полуфинала. В 2016 году Харрисон возвращается в первую сотню рейтинга. На Открытом чемпионате США он впервые пробился в третий раунд Большого шлема в одиночном разряде. Для этого он обыграл во втором раунде № 6 в мире Милоша Раонича — 6-7(4), 7-5, 7-5, 6-1.

### 2017—2018 (победа на Ролан Гаррос в парах и первый одиночный титул в туре)
В феврале 2017 года Харрисон выиграл «челленджер» в Далласе. В том же месяце он смог выиграть свой первый одиночный турнир в Мировом туре. Райану покорился зальный турнир в Мемфисе. В финале 24-летний американец переиграл первую ракетку Грузии Николоза Басилашвили со счётом 6-1, 6-4. Также в Мемфисе Харрисон сыграл в парном финале, но в альянсе со Стивом Джонсоном не смог выиграть ещё один приз. В начале мая он смог выиграть титул в парах на грунтовом турнире в Кашкайше совместно с Майклом Винусом. На Ролан Гаррос дуэт Винус и Харрисон сотворили сенсацию и стали чемпионами Большого шлема в мужском парном разряде.
| Стадия  | Соперники (посев)                      | Рейтинг   | Счёт              |
| 1 раунд | Фрэнсис Тиафо Диего Шварцман           | 291 / 149 | 3-6 6-4 6-4       |
| 2 раунд | Лукаш Кубот Марсело Мело (4)           | 10 / 4    | 6-4 6-7(5) 6-3    |
| 3 раунд | Пурав Раджа Дивидж Шаран               | 59 / 56   | 4-6 7-6(5) 6-2    |
| 1/4     | Марсель Гранольерс Иван Додиг (7)      | 16 / 11   | 6-2 3-6 6-3       |
| 1/2     | Хуан Себастьян Кабаль Роберт Фара (16) | 33 / 33   | 4-6 6-3 6-4       |
| Финал   | Сантьяго Гонсалес Дональд Янг          | 71 / 180  | 7-6(5) 6-7(4) 6-3 |

После триумфа во Франции Винус и Харрисон вышли в четвертьфинал на Уимблдонском турнире. В июле в одиночном рейтинге Райан смог подняться на 40-е место — наивысшее в карьере американца. В том же месяце он вышел в финал турнира в Атланте, где проиграл соотечественнику Джону Изнеру — 6-7(6), 6-7(7). В концовке сезона Харрисон в команде с Винусом сыграл в Финале Мирового Тура в парном разряде. Их дуэт смог преодолеть групповой этап и выйти в 1/2 финала.
В начале сезона 2018 года Харрисон вышел в финал турнира в Брисбене. В борьбе за титул он проиграл австралийцу Нику Кирьосу со счётом 4-6, 2-6. На Открытом чемпионате Австралии Райан достиг лучшего результата на кортах Мельбурна, выйдя в третий раунд. На турнире в Акапулько он достиг четвертьфинала. Ролан Гаррос завершился для него в первом раунде, а Уимблдон во втором. В конце июля Харрисон второй раз подряд вышел в финал турнира в Атланте и, как и год назад, уступил в нём Джону Изнеру (7-5, 3-6, 4-6). Также в Атланте он сыграл в парном финале в команде с Радживом Рамом. Перед последнем в году турниром Большого шлема, удалось выйти в четвертьфинал соревнования в Уинстон-Сейлеме. Открытый чемпионат США завершился на стадии первого раунда.

### 2019—2023 (парный полуфинал в Австралии и спад в игре)
На Открытом чемпионате Австралии 2019 года Харрисон во втором раунде проиграл Даниилу Медведеву, а в парном разряде смог выйти в полуфинал, играя в дуэте с Сэмом Куэрри. В марте Харрисон покинул топ-100 одиночного рейтинга и больше в него не поднимался. Следующие сезоны американец пытался выйти на былой уровень, играя в основном на «челленджерах» и иногда на «фьючерсах», однако смог только выиграть один «фьючерс» в октябре 2021 года. В парном разряде был проблеск в феврале 2021 года, когда Харрисон вышел в финал в Делрей-Бич в альянсе с братом Кристианом.

### 2024
Райн Харрисон объявил об окончании карьеры 10 января 2024 года. Последний официальный матч 31-летний американец провёл в августе в квалификации «Челленджера» в Кэри.

## Рейтинг на конец года
| Год  | Одиночный рейтинг | Парный рейтинг |
| 2022 | 594               |                |
| 2021 | 456               | 340            |
| 2020 | 479               | 264            |
| 2019 | 302               | 93             |
| 2018 | 62                | 102            |
| 2017 | 47                | 16             |
| 2016 | 90                | 238            |
| 2015 | 112               | 203            |
| 2014 | 191               | 104            |
| 2013 | 100               | 368            |
| 2012 | 69                | 62             |
| 2011 | 79                | 157            |
| 2010 | 173               | 173            |
| 2009 | 360               | 422            |
| 2008 | 748               | 737            |
| 2007 | 1 349             |                |

## Выступления на турнирах

### Финалы турнировATPв одиночном разряде (4)

#### Победы (1)
| Легенда                       |
| ----------------------------- |
| Турниры Большого шлема (0+1)* |
| Итоговый турнир ATP (0)       |
| ATP Мастерс 1000 (0)          |
| АТР 500 (0)                   |
| АТР 250 (1+3)                 |

| Титулы по покрытиям | Титулы по месту проведения матчей турнира |
| ------------------- | ----------------------------------------- |
| Хард (1+1)*         | Зал (1)                                   |
| Грунт (0+2)         | Зал (1)                                   |
| Трава (0+1)         | Открытый воздух (0+4)                     |
| Ковёр (0)           | Открытый воздух (0+4)                     |

* количество побед в одиночном разряде + количество побед в парном разряде.
| №  | Дата            | Турнир      | Покрытие   | Соперник в финале   | Счёт    |
| 1. | 19 февраля 2017 | Мемфис, США | Хард (зал) | Николоз Басилашвили | 6-1 6-4 |

#### Поражения (3)
| №  | Дата          | Турнир             | Покрытие | Соперник в финале | Счёт          |
| 1. | 30 июля 2017  | Атланта, США       | Хард     | Джон Изнер        | 6-7(6) 6-7(7) |
| 2. | 7 января 2018 | Брисбен, Австралия | Хард     | Ник Кирьос        | 4-6 2-6       |
| 3. | 29 июля 2018  | Атланта, США (2)   | Хард     | Джон Изнер        | 7-5 3-6 4-6   |

### Финалы челленджеров и фьючерсов в одиночном разряде (11)

#### Победы (7)
| Титулы             |
| Челленджеры (4+3)* |
| Фьючерсы (3+1)     |

| Титулы по покрытиям | Титулы по месту проведения матчей турнира |
| ------------------- | ----------------------------------------- |
| Хард (5+3)*         | Зал (1)                                   |
| Грунт (2+1)         | Зал (1)                                   |
| Трава (0)           | Открытый воздух (5+4)                     |
| Ковёр (0)           | Открытый воздух (5+4)                     |

* количество побед в одиночном разряде + количество побед в парном разряде.
| №  | Дата            | Турнир                 | Покрытие   | Соперник в финале     | Счёт        |
| 1. | 28 июня 2009    | Чико, США              | Хард       | Филип Краинович       | 6-3 6-4     |
| 2. | 4 октября 2009  | Лагуна-Нигел, США      | Хард       | Ричард Блумфилд       | 4-6 6-3 7-5 |
| 3. | 30 января 2011  | Гонолулу, США          | Хард       | Алекс Кузнецов        | 6-4 3-6 6-4 |
| 4. | 28 апреля 2013  | Саванна, США           | Грунт      | Факундо Аргуэльо      | 6-2 6-3     |
| 5. | 11 января 2015  | Хэппи-Вэлли, Австралия | Хард       | Маркос Багдатис       | 7-6(8) 6-4  |
| 6. | 5 февраля 2017  | Даллас, США            | Хард (зал) | Тейлор Фриц           | 6-3 6-3     |
| 7. | 10 октября 2021 | Нейплс, США            | Грунт      | Антуан Корнут Чаувинк | 6-3 7-5     |

#### Поражения (4)
| №  | Дата             | Турнир          | Покрытие   | Соперник в финале | Счёт        |
| 1. | 27 сентября 2009 | Коста-Меса, США | Хард       | Майкл Макклюн     | 4-6 6-7(2)  |
| 2. | 17 октября 2010  | Тибурон, США    | Хард       | Тобиас Камке      | 1-6 1-6     |
| 3. | 20 сентября 2015 | Кэри, США       | Хард       | Деннис Новиков    | 4-6 5-7     |
| 4. | 27 сентября 2015 | Колумбус, США   | Хард (зал) | Деннис Новиков    | 4-6 6-3 3-6 |

### Финалы турниров Большого шлема в парном разряде (1)

#### Победы (1)
| №  | Год  | Турнир                     | Покрытие | Партнёр     | Соперники в финале            | Счёт              |
| 1. | 2017 | Открытый чемпионат Франции | Грунт    | Майкл Винус | Сантьяго Гонсалес Дональд Янг | 7-6(5) 6-7(4) 6-3 |

### Финалы турнировATPв парном разряде (7)

#### Победы (4)
| №  | Дата         | Турнир                     | Покрытие | Партнёр      | Соперники в финале            | Счёт              |
| 1. | 10 июля 2011 | Ньюпорт, США               | Трава    | Мэттью Эбден | Юхан Брунстрём Адиль Шамасдин | 4-6 6-3 [10-5]    |
| 2. | 22 июля 2012 | Атланта, США               | Хард     | Мэттью Эбден | Ксавье Малисс Майкл Расселл   | 6-3 3-6 [10-6]    |
| 3. | 7 мая 2017   | Кашкайш, Португалия        | Грунт    | Майкл Винус  | Давид Марреро Томми Робредо   | 7-5 6-2           |
| 4. | 10 июня 2017 | Открытый чемпионат Франции | Грунт    | Майкл Винус  | Сантьяго Гонсалес Дональд Янг | 7-6(5) 6-7(4) 6-3 |

#### Поражения (3)
| №  | Дата            | Турнир          | Покрытие   | Партнёр           | Соперники в финале             | Счёт                 |
| 1. | 19 февраля 2017 | Мемфис, США     | Хард (зал) | Стив Джонсон      | Брайан Бейкер Никола Мектич    | 3-6 4-6              |
| 2. | 29 июля 2018    | Атланта, США    | Хард       | Раджив Рам        | Николас Монро Джон-Патрик Смит | 6-3 6-7(5) [8-10]    |
| 3. | 13 января 2021  | Делрей-Бич, США | Хард       | Кристиан Харрисон | Ариэль Беар Гонсало Эскобар    | 7-6(5) 6-7(4) [4-10] |

### Финалы челленджеров и фьючерсов в парном разряде (8)

#### Победы (4)
| №  | Дата            | Турнир            | Покрытие | Партнёр            | Соперники в финале            | Счёт              |
| 1. | 4 октября 2009  | Лагуна-Нигел, США | Хард     | Майкл Винус        | Денис Кудла Реймонд Сармьенто | 6-2 6-4           |
| 2. | 24 октября 2010 | Калабасас, США    | Хард     | Трэвис Реттенмайер | Рик де Вуст Бобби Рейнольдс   | 6-3 6-3           |
| 3. | 30 января 2011  | Гонолулу, США     | Хард     | Трэвис Реттенмайер | Роберт Кендрик Алекс Кузнецов | Без игры          |
| 4. | 24 апреля 2016  | Саванна, США      | Грунт    | Брайан Бейкер      | Пурав Раджа Дивидж Шаран      | 5-7 7-6(4) [10-8] |

#### Поражения (4)
| №  | Дата           | Турнир           | Покрытие   | Партнёр        | Соперники в финале              | Счёт           |
| 1. | 27 апреля 2008 | Батон-Руж, США   | Хард       | Майкл Винус    | Филлип Симмондс Тим Смычек      | 6-2 1-6 [4-10] |
| 2. | 8 августа 2010 | Ванкувер, Канада | Хард       | Джесси Левайн  | Доминик Инглот Трет Конрад Хьюи | 4-6 5-7        |
| 3. | 9 февраля 2014 | Даллас, США      | Хард (зал) | Марк Ноулз     | Сэмюэль Грот Крис Гуччоне       | 4-6 2-6        |
| 4. | 18 мая 2014    | Бордо, Франция   | Грунт      | Алекс Кузнецов | Марк Жикель Сергей Стаховский   | Без игры       |

## История выступлений на турнирах
По состоянию на 7 августа 2023 года
Для того, чтобы предотвратить неразбериху и удваивание счета, информация в этой таблице корректируется только по окончании турнира или по окончании участия там данного игрока.
| Турнир                       | 2008  | 2009  | 2010  | 2011  | 2012  | 2013  | 2014  | 2016  | 2017  | 2018  | 2019  | 2020  | Итог   | В/П за карьеру |
| ---------------------------- | ----- | ----- | ----- | ----- | ----- | ----- | ----- | ----- | ----- | ----- | ----- | ----- | ------ | -------------- |
| Турниры Большого шлема       |       |       |       |       |       |       |       |       |       |       |       |       |        |                |
| Открытый чемпионат Австралии | -     | -     | -     | -     | 1Р    | 1Р    | 1Р    | -     | -     | 1Р    | 1/2   | -     | 0 / 5  | 4-5            |
| Открытый чемпионат Франции   | -     | -     | -     | -     | 1/4   | -     | -     | -     | П     | 1Р    | -     | -     | 1 / 3  | 9-2            |
| Уимблдонский турнир          | -     | -     | -     | 1Р    | 1Р    | -     | 1Р    | -     | 1/4   | 1Р    | -     | НП    | 0 / 5  | 3-5            |
| Открытый чемпионат США       | 1Р    | 2Р    | 2Р    | -     | 1/4   | 2Р    | -     | 1Р    | 1Р    | 3Р    | 1Р    | 2Р    | 0 / 10 | 9-10           |
| Итог                         | 0 / 1 | 0 / 1 | 0 / 1 | 0 / 1 | 0 / 4 | 0 / 2 | 0 / 2 | 0 / 1 | 1 / 3 | 0 / 4 | 0 / 2 | 0 / 1 | 1 / 23 |                |
| В/П в сезоне                 | 0-1   | 1-1   | 1-1   | 0-1   | 6-4   | 1-2   | 0-2   | 0-1   | 9-2   | 2-4   | 4-2   | 1-1   |        | 25-22          |
| Итоговые турниры             |       |       |       |       |       |       |       |       |       |       |       |       |        |                |
| Итоговый турнир ATP          | -     | -     | -     | -     | -     | -     | -     | -     | 1/2   | -     | -     | -     | 0 / 1  | 3-1            |

## Победы над теннисистами из топ-10
По состоянию на 26 декабря 2022 года
| №    | Игрок           | Рейтинг | Соревнование           | Покрытие | Этап      | Счёт                    |
| 2015 | 2015            | 2015    | 2015                   | 2015     | 2015      | 2015                    |
| ---- | --------------- | ------- | ---------------------- | -------- | --------- | ----------------------- |
| 1.   | Григор Димитров | 10      | Акапулько, Мексика     | Хард     | 2-й раунд | 7-5, 4-6, 6-0           |
| 2016 |                 |         |                        |          |           |                         |
| 2.   | Милош Раонич    | 6       | Открытый чемпионат США | Хард     | 2-й раунд | 6-7(4-7), 7-5, 7-5, 6-1 |